# Catala Island

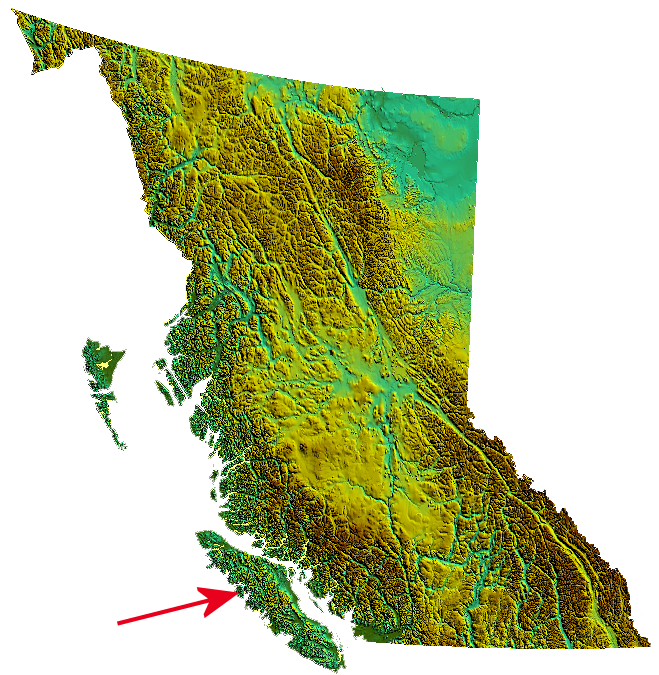
Ubicació de l'illa Català a la costa occidental de l'illa de Vancouver, Colúmbia Britànica

L'illa de Català, denominada oficialment Catala Island, és una petita illa situada a prop de l'accidentada costa occidental de l'illa de Vancouver, una gran illa paral·lela a la costa continental del Canadà, a la Colúmbia Britànica.
L'illa no té una població estable. S'hi poden veure diversos estanys units entre si per rierols i hi abunden les zones de maresma; forma part del parc marí Catala Island en què es poden practicar diverses activitats com ara el càmping, el rem amb caiac o el submarinisme.

## Origen del nom
L'illa va ser batejada així en honor d'un fill il·lustre de la localitat catalana de Montblanc (Conca de Barberà), el franciscà Fra Magí Català i Guasch. La raó per la qual el nom d'aquest franciscà forma part de la toponímia canadenca té els seus antecedents en les expedicions navals dels exploradors espanyols que sortien de les costes mexicanes i anaven cap al nord en recerca de nous territoris. Les autoritats espanyoles volien que en cada vaixell hi anés almenys un capellà, i quan no podien disposar d'un capellà secular demanaven un religiós. Una de les demandes de les autoritats va motivar que el mes de juliol de 1793 Fra Magí Català embarqués en un vaixell que havia de fer la ruta de la badia de Nootka, on hi havia un establiment i on es va construir un fort anomenat de Nootka Sound. Segons Francesc Badia i Batalla, l'estada del franciscà montblanquí fou relativament breu, uns dotze mesos, en terres de Nootka, però que
"coneixent la personalitat de Fra Magí Català i la seva dedicació permanent als pobres i desvalguts, és ben legítim pensar que durant aquell temps no va estar-se amb els braços plegats i que també en aquelles terres exerciria la seva tasca pastoral i humanitària".
Malgrat la curta estada del frare montblanquí, va deixar una forta petjada en terres de Nootka, i el seu nom fou escollit per identificar la petita illa canadenca.